# Pando de Capoue
Pandon ou Pando de Capoue (mort en 862) est un prince qui fut comte de Capoue de 861 à 862.

## Origine
Pando est le second fils de Landolf Ier de Capoue.  À la mort de son père  pendant le règne de son frère aîné Lando Ier il fut associé au trône ; il résida à Salerne où il porta le titre lombard de « marepaphias ».

## Règne
En 861 après la mort de Pando Ier il s'entend avec son dernier frère l'évêque de Capoue Landolf pour évincer leur neveu Lando II et l'expulser avec sa mère Aloara et ses frères de Capoue. Il lui laisse comme fief  Caiazzo et se proclame comte de Capoue. Ensuite il attaque et détruit  Caserte où était  établi Landenolf le frère de Pando II. Il le capture ainsi que quarante des premiers citoyens de la cité. et fait bâtir une nouvelle enceinte fortifiée, l'actuelle ville de Caserte où il édifie la tour incluse actuellement dans le Palais de la Préfecture. Pando doit faire face à l'hostilité de Guaifer de Salerne  et il est tué dans un combat avec lui  après un règne de un an et cinq mois.  Son fils aîné Pandenolf de Capoue tente de lui succéder mais il est immédiatement chassé avec ses frères par son oncle l'évêque qui se proclame comte Landolf II de Capoue.

## Postérité
Pando épouse une certaine Arniperge dont il a les enfants suivants :
- Pandenolf de Capoue qui est à l'origine de la lignée des comtes de Caserte ;
- Landenolf  évêque de Capoue en 879 ;
- Arniperge épouse de Radelchis II de Bénévent.

## Sources
- Venance Grumel Traité d'études byzantines La Chronologie : Presses universitaires de France, Paris, 1958, « Princes Lombards de Bénévent et de Capoue », p. 418-420.
- Jules Gay L'Italie méridionale et l'Empire byzantin depuis l'avènement de Basile Ier jusqu'à la prise de Bari par les Normands (867-1071) Albert Fontemoing éditeur, Paris, 1904, p. 636.
- « Chronologie historique des comtes et princes de Capoue » dans L'art de vérifier les dates… .
- (en) Pando (842-862) sur le site Medieval Lands.